# Ophrys araignée
Ophrys sphegodes
Espèce
Synonymes
- Ophrys aranifera  Huds., 1778INPN (12 janvier 2020)[1]

Statut de conservation UICN

 LC  : Préoccupation mineure
France 
Statut CITES
L'Ophrys araignée (Ophrys sphegodes) est une espèce de plantes à fleurs de la famille des Orchidaceae (les orchidées). C'est une plante herbacée vivace trouvée en Europe et en Afrique du Nord.

## Description

### Appareil végétatif
L’Ophrys araignée mesure généralement une quinzaine de centimètres mais peut aller jusqu'à 30 cm de haut. Les feuilles sont basales comme pour tout le genre Ophrys. Toutes les Orchidées terrestres possèdent un système d’ancrage au sol assez important sur lequel naissent les tiges aériennes. Le système racinaire est un tubercule.

### Appareil reproducteur

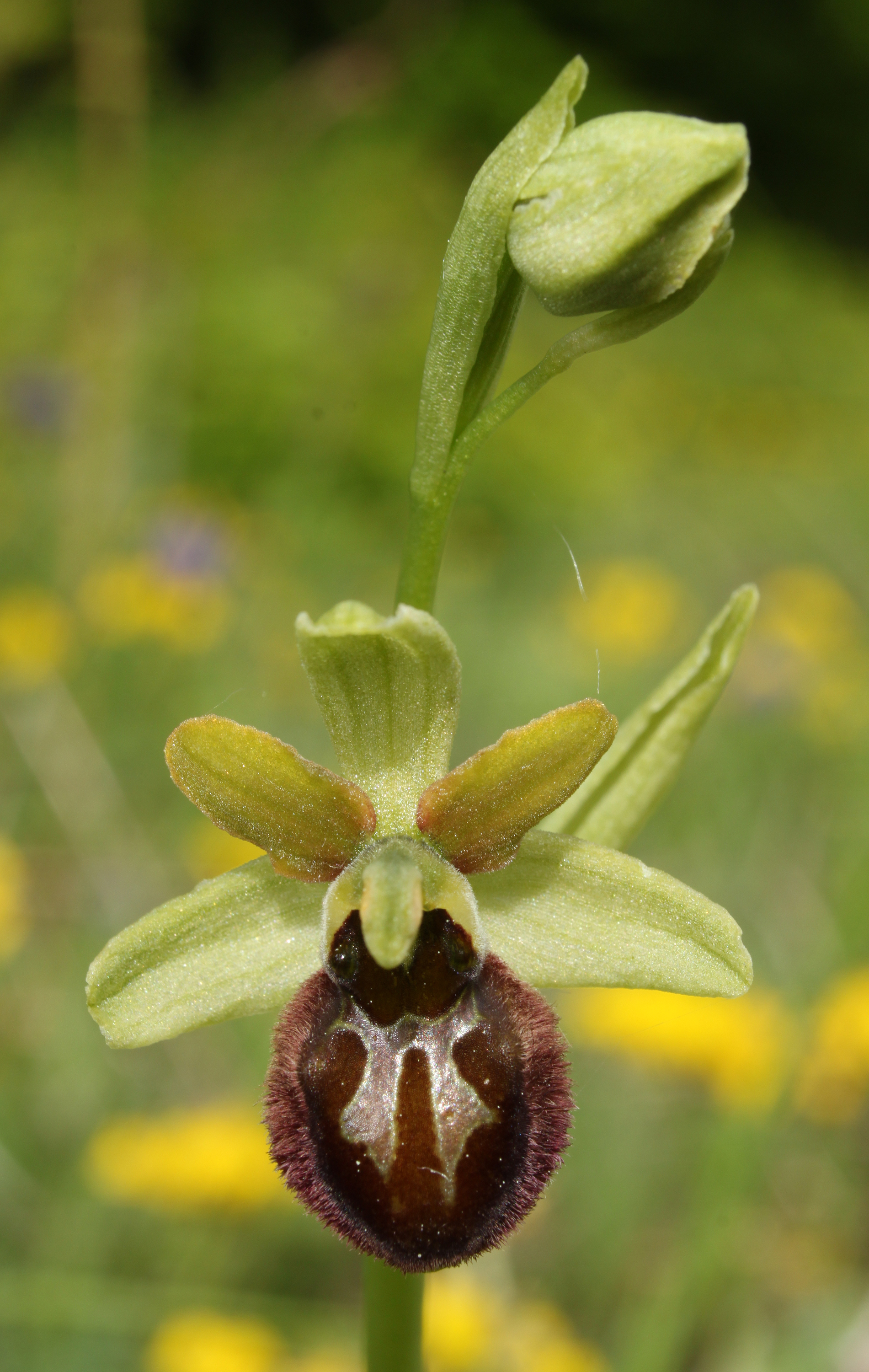
Fleur d'une Ophrys araignée et son bouton (Ophrys sphegodes subsp. sphegodes)

La fleur des Orchidées comporte deux petits pétales latéraux plus étroits à bords ondulés-crénelés de couleur verdâtre à brunâtre ainsi que trois sépales verts : un sépale supérieur qui suit le plan de symétrie de la fleur et deux sépales latéraux disposés de part et d’autre de ce plan de façon symétrique. Les trois sépales sont regroupés en structure protégeant le gynostème, organe comportant l’androcée c'est-à-dire une seule étamine) et le gynécée soudés. L’étamine possède un rétinacle qui, grâce à sa viscosité et au caudicule (pièce portant les pollinies) qui lui est associé, permet le prélèvement de ces pollinies par le pollinisateur.
Ce qui caractérise surtout cette fleur est son labelle brun, de plus de 10 mm, trilobé, d’aspect velouté avec des marques bleutées ou violettes en forme de ‘H’ au centre supérieur du labelle, ce qui le fait ressembler à l’abdomen d’une araignée. On appelle ces marques « miroir » ou « macule ». La macule d’Ophrys aranifera forme un collier péristigmatique qui encadre le champ basal et qui se prolonge autour de la colonne du gynostème. De chaque côté du champ basal, il y a deux petits nectaires dont l’aspect globuleux et la coloration évoquent des yeux, c’est pourquoi on les appelle les pseudo-yeux. À la pointe du labelle, se trouve un petit appendice : le mucron. C’est grâce à la morphologie spécifique du labelle (forme, taches pigmentaires et substances attractives émises) entre autres, que la pollinisation se fait par l’abeille Andrena nigroaenea,. Chaque hampe florale peut porter jusqu’à 6 fleurs mais n’en porte généralement que 2, 3 ou 4.

### Espèces voisines
Ophrys sphegodes est souvent confondue avec Ophrys apifera car elles ont toutes deux une apparence très similaire.

## Biologie

### Phénologie
Les orchidées terrestres sont des géophytes qui restent parfois en état de dormance pendant une ou plusieurs saisons de croissance. Chez Ophrys spegodes, la période maximale de dormance est de 8 ans, mais la plupart des dormances (78 %) ne durent que 2 ans.
La floraison a lieu de mi-mars à mi-mai.

### Fécondation par leurre sexuel

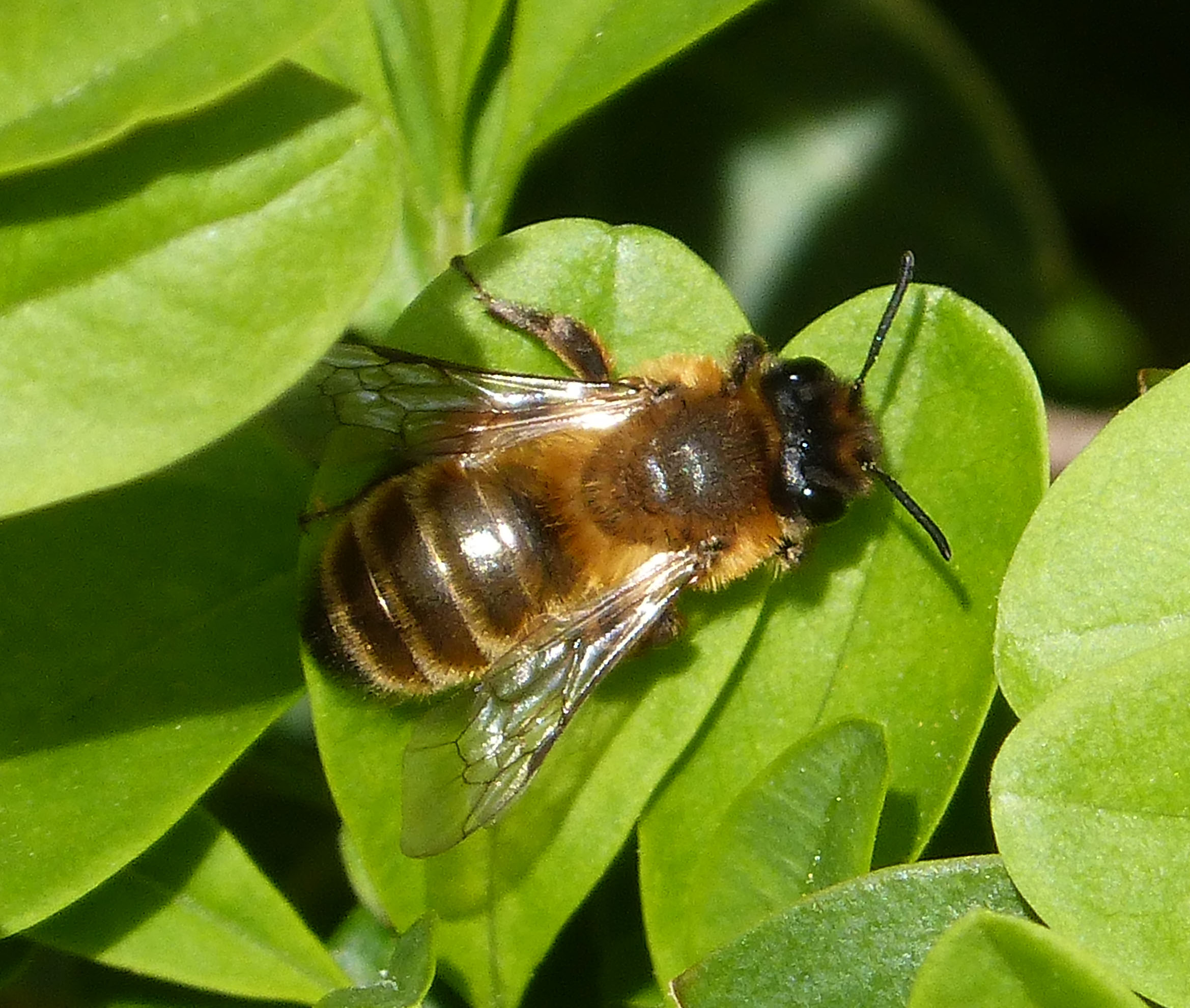
Femelle d'Andrena nigroaenea que mime O. spegodes.

Le genre Ophrys, comme beaucoup d’autres plantes à fleurs, a besoin d’insectes pour mettre en place sa pollinisation croisée. Il a adopté une stratégie écologique tout à fait remarquable consistant non pas à offrir du nectar comme récompense, mais à plutôt utiliser un leurre par mimétisme visuel et olfactif, dit mimétisme pouyannien. Le genre en est devenu dépendant et chaque espèce n'a co-évolué quasiment qu’avec une seule espèce d’hyménoptère. Ophrys sphegodes présente ce lien précis avec l’abeille Andrena nigroaenea. Le labelle de la fleur imite grossièrement l’abdomen de la femelle, foncé et velu, mais c’est surtout grâce à la production de substances chimiques similaires aux phéromones sexuelles, qu’une pseudocopulation va être provoquée avec le mâle. C’est lors de ce contact prolongé avec la cuticule que le mâle va frôler les pollinies et les transporter vers une autre fleur de l’espèce par un nouvel acte de pseudocopulation,.

### Chimie des phéromones sexuelles

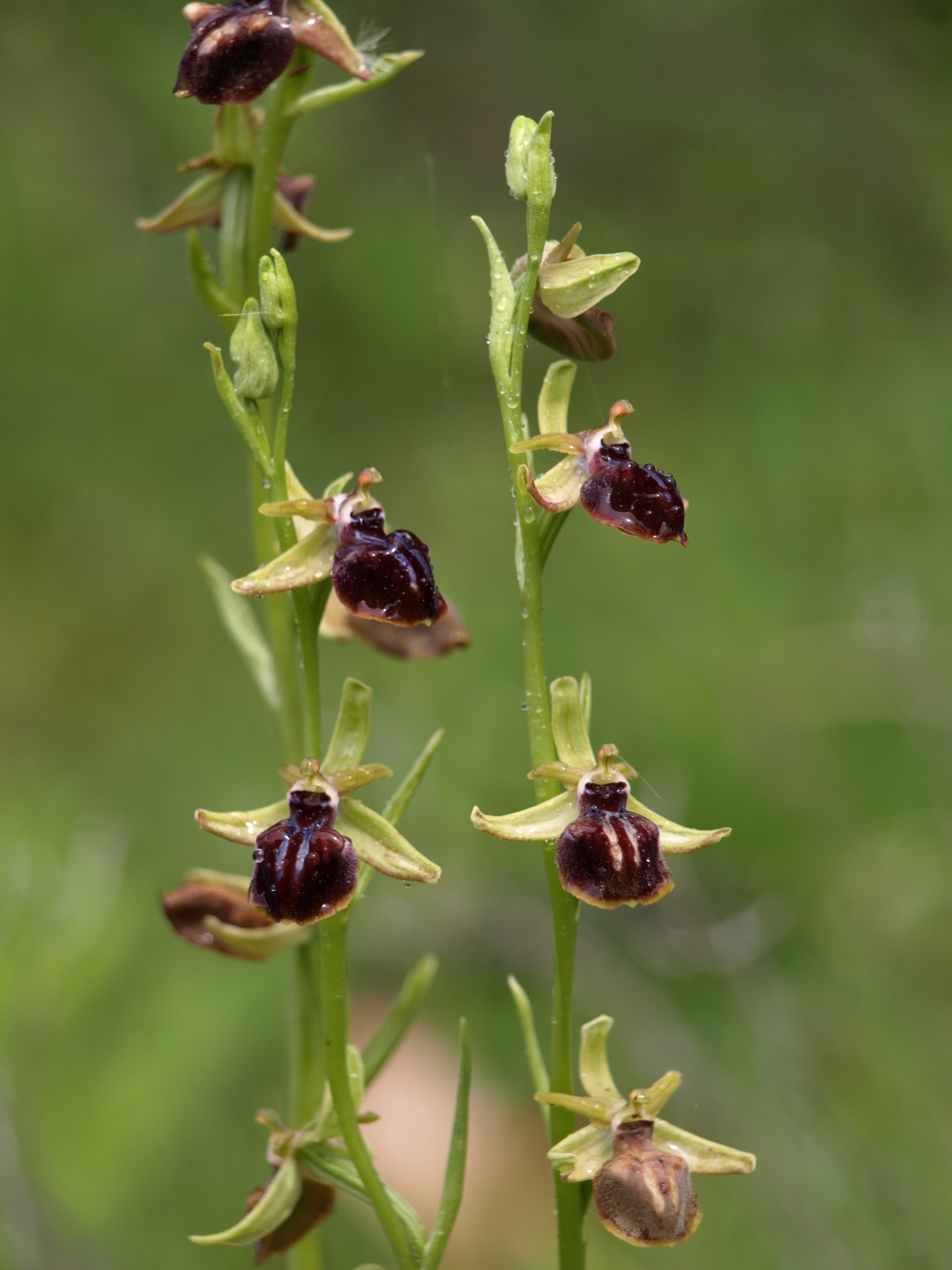
Ophrys araignée

Comme expliqué précédemment, c’est grâce aux phéromones sexuelles que l’Ophrys attire un insecte mâle afin de permettre la pollinisation. C’est grâce à l’expérience de Schiestl et al. que nous pouvons l’affirmer. Celle-ci consistait à présenter un individu femelle congelé, et donc totalement inodore, et des fleurs d’Ophrys sphegodes à un mâle d'Andrena nigroaenea. La précipitation du mâle sur la fleur a permis de conclure que ce sont bien les substances sémiochimiques présentes sur la cuticule de la fleur qui déclenchent ce comportement de copulation,.
Deux stratégies principales sont utilisées par les Ophrys et leurs pollinisateurs.
- La reconnaissance via les phéromones sexuelles se fait par l’identification d’un seul composé chimique que d’autres espèces ne présentent pas.
- La reconnaissance se fait par l’identification d’une proportion spécifique de plusieurs composés chimiques communs à beaucoup d’abeilles.

C’est cette deuxième stratégie qu’A. nigroaeneae a adoptée. Toutefois pour ne pas trop interférer dans l’écologie de l’abeille, ce sont des mélanges de types secondaires que nous trouvons à la surface de la cuticule de la fleur, et donc des mélanges attirant moins que les véritables phéromones sexuelles. Le mélange utilisé par la fleur est un mélange, entre autres, d’alcanes et d’alcènes avec des longueurs de chaînes de C21 à C29 et, présents en très petites quantités, des trans-farnésol et des hexanoate trans-farnésyl. Ces deux derniers ne sont pas présents sur la cuticule des femelles A. nigroaeneae, ce sont en fait ces composés qui inhibent le comportement de copulation sur la fleur et c’est ainsi qu’elle interfère moins dans la reproduction de l’espèce d’abeille.
L’adaptation spécifique des fleurs d’Ophrys sphegodes pour attirer les pollinisateurs semble être une augmentation de la production d’isomères spécifiques d’alcènes jusqu’à correspondre aux quantités retrouvées sur la cuticule des femelles A. nigroaeneae. Cela a été prouvé en comparant les quantités des composés chimiques dans la fleur et dans les feuilles de la même plante et une grosse différence a été remarquée au niveau de ces alcènes.
En outre, des tests faits avec des composés synthétiques ont montré que des échantillons comportant des mélanges d'alcènes ont déclenché beaucoup plus d'approches de mâles que les échantillons comportant des mélanges d'alcanes qui ne sont, eux, pas plus attrayants que des mannequins inodores (expérience de Schiestl et al. préalablement citée). Par contre, les échantillons comportant des alcanes et des alcènes ensemble ont été les plus attrayants et ont déclenché le comportement d'accouplement. On peut donc conclure que les hydrocarbures constituent les phéromones sexuelles des abeilles.

### Un gîte pour la nuit
Une sous-espèce endémique de Grèce et d'Albanie, Ophrys sphegodes subsp. helenae, est une exception dans le genre Ophrys : au lieu d'être un leurre sexuel, elle offre le gîte pour la nuit ou en cas de mauvais temps aux abeilles mâles des genres Tetralonia et Eucera. Cette stratégie existe également chez les Orchidées Serapias.

## Écologie

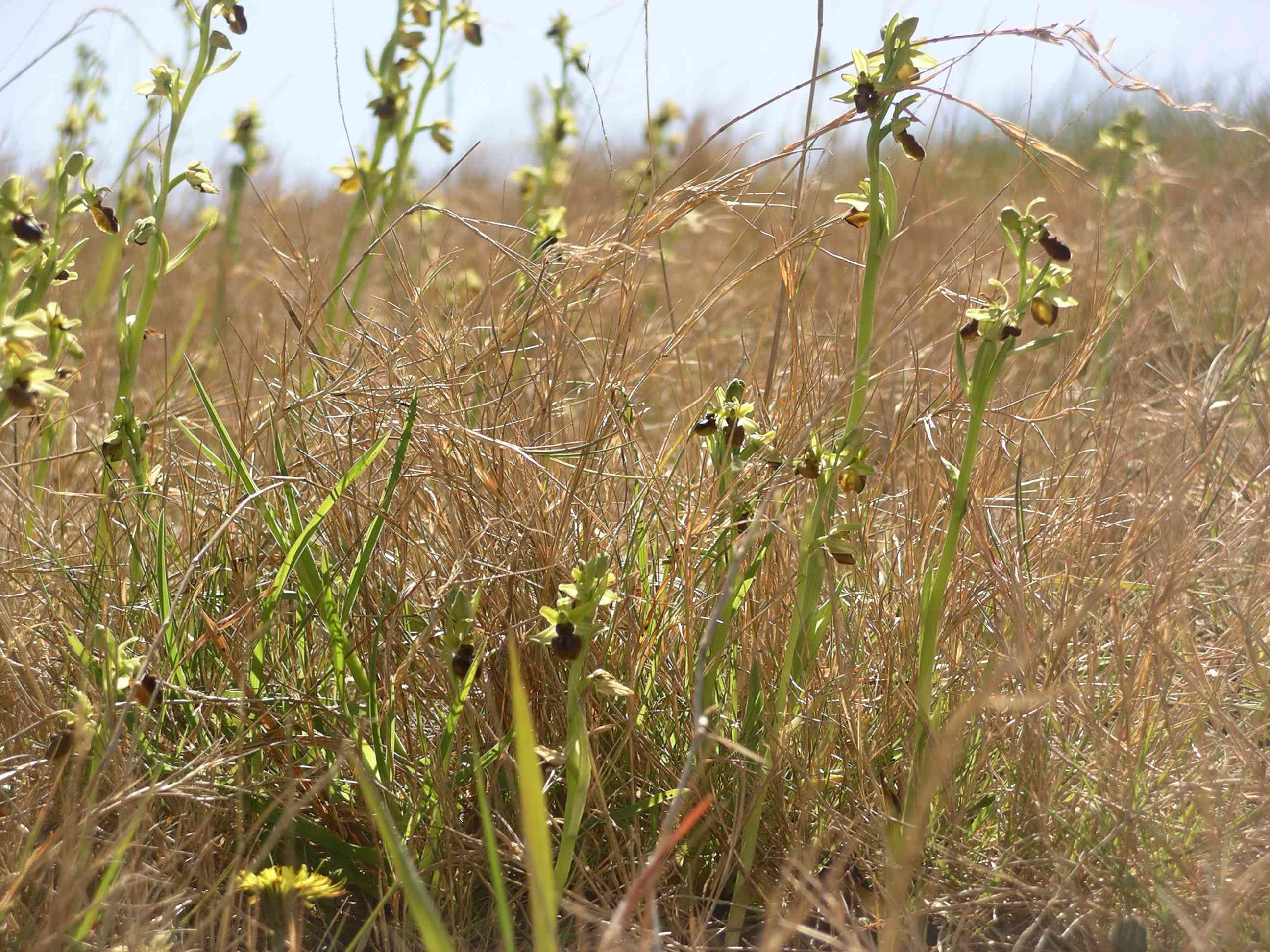
Ophrys araignée dans son habitat.

### Habitat
Ophrys sphegodes se retrouve sur des lieux secs et herbeux bien drainés, aux sols calcaires ou anciennement calcaires, et un peu moins souvent dans des carrières et des prairies au sommet de falaises,.

### Aire de répartition
L’Ophrys araignée est trouvée en Europe centrale, en Angleterre, dans toute la France sauf dans le Nord et dans les Ardennes, en Belgique, où elle se limite à l'extrême sud-est du pays (Gaume) et atteint sa limite nord. Sa répartition méridionale se prolonge jusqu’au Nord de l’Afrique,.

## Statuts de protection, menaces
En France, l'espèce est classée Espèce de préoccupation mineure (LC)  (espèce pour laquelle le risque de disparition de métropole est faible).
Elle est considérée Quasi menacée (NT), proche du seuil des espèces menacées ou qui pourrait être menacée si des mesures de conservation spécifiques n'étaient pas prises, dans la région Haute-Normandie, Franche-Comté, Lorraine, Bretagne, Limousin ; elle est considérée Vulnérable (VU) en Nord-Pas-de-Calais, Picardie ; en Danger (EN) en Bourgogne, Champagne-Ardennes; elle est en Danger-critique (CR) en Alsace.
Elle est protégée dans les régions Alsace, Nord-Pas-de-Calais, Picardie, Bretagne, Auvergne, Franche-Comté.
La sous-espèce moesziana est protégée en Algérie.
En Wallonie (Belgique), l'Ophrys sphegodes est considérée comme menacée et protégée. 
En Grande-Bretagne et en Irlande, cette espèce est évaluée de « préoccupation mineure » à « quasi menacée », et il est interdit de la cueillir.

## Liste des sous-espèces et variété

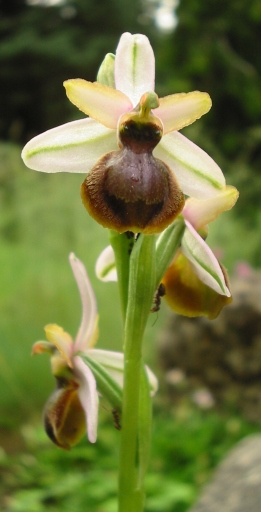
Ophrys sphegodes subsp. aveyronensis : Sud de la France et Nord de l'Espagne

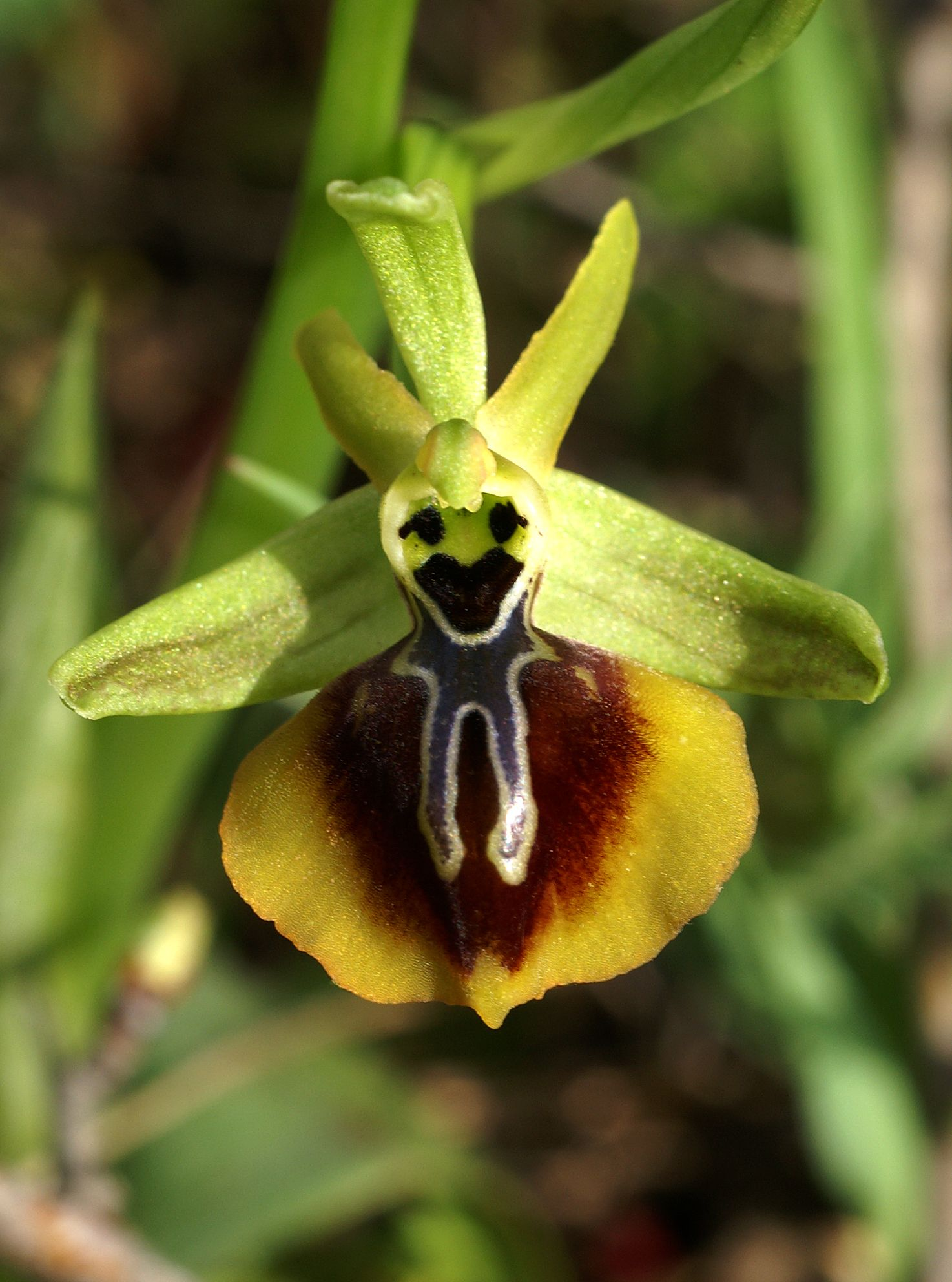
Ophrys sphegodes subsp. aesculapii, endémique de Grèce

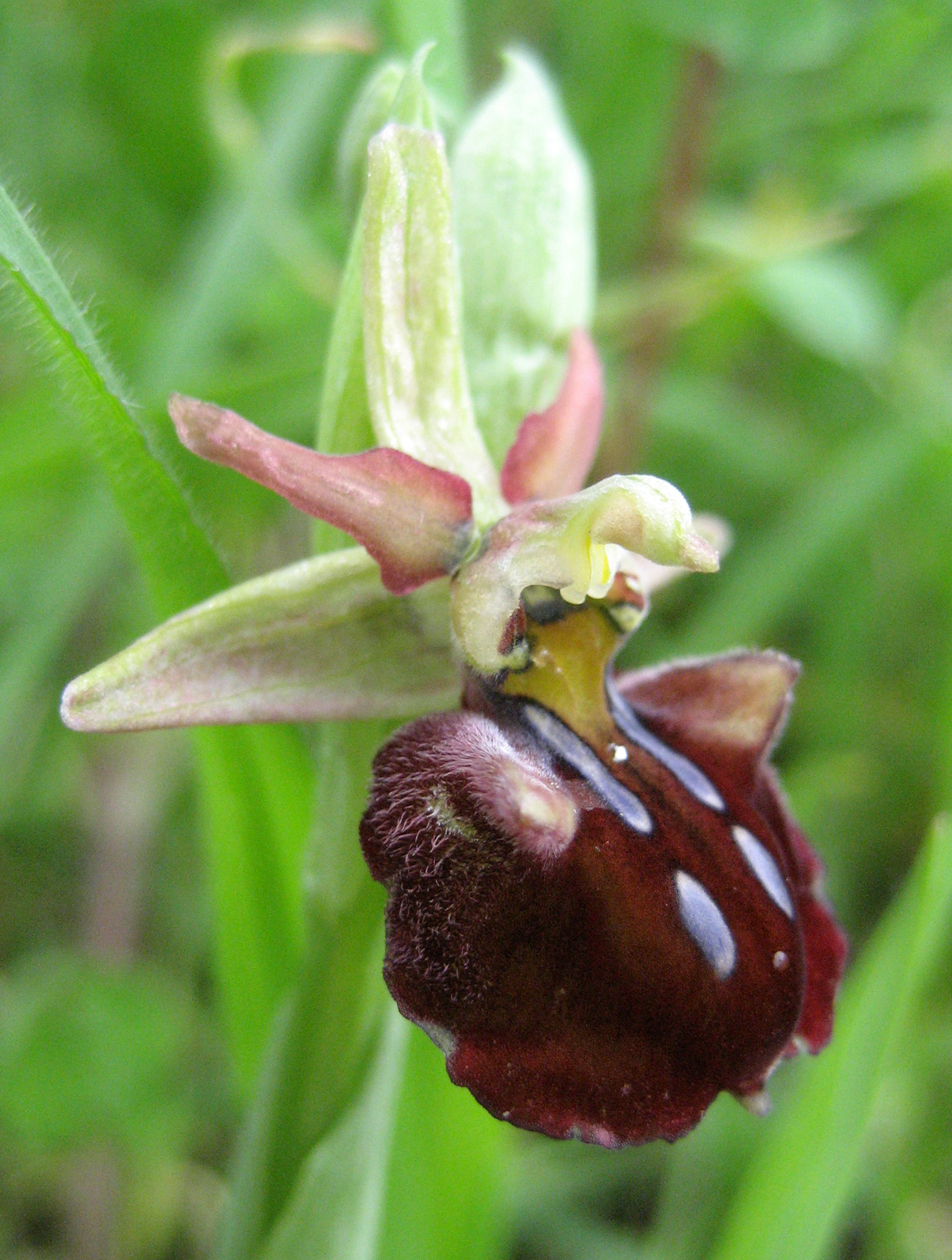
Ophrys sphegodes subsp. mammosa, Est du bassin méditerranéen jusqu'en Iran.

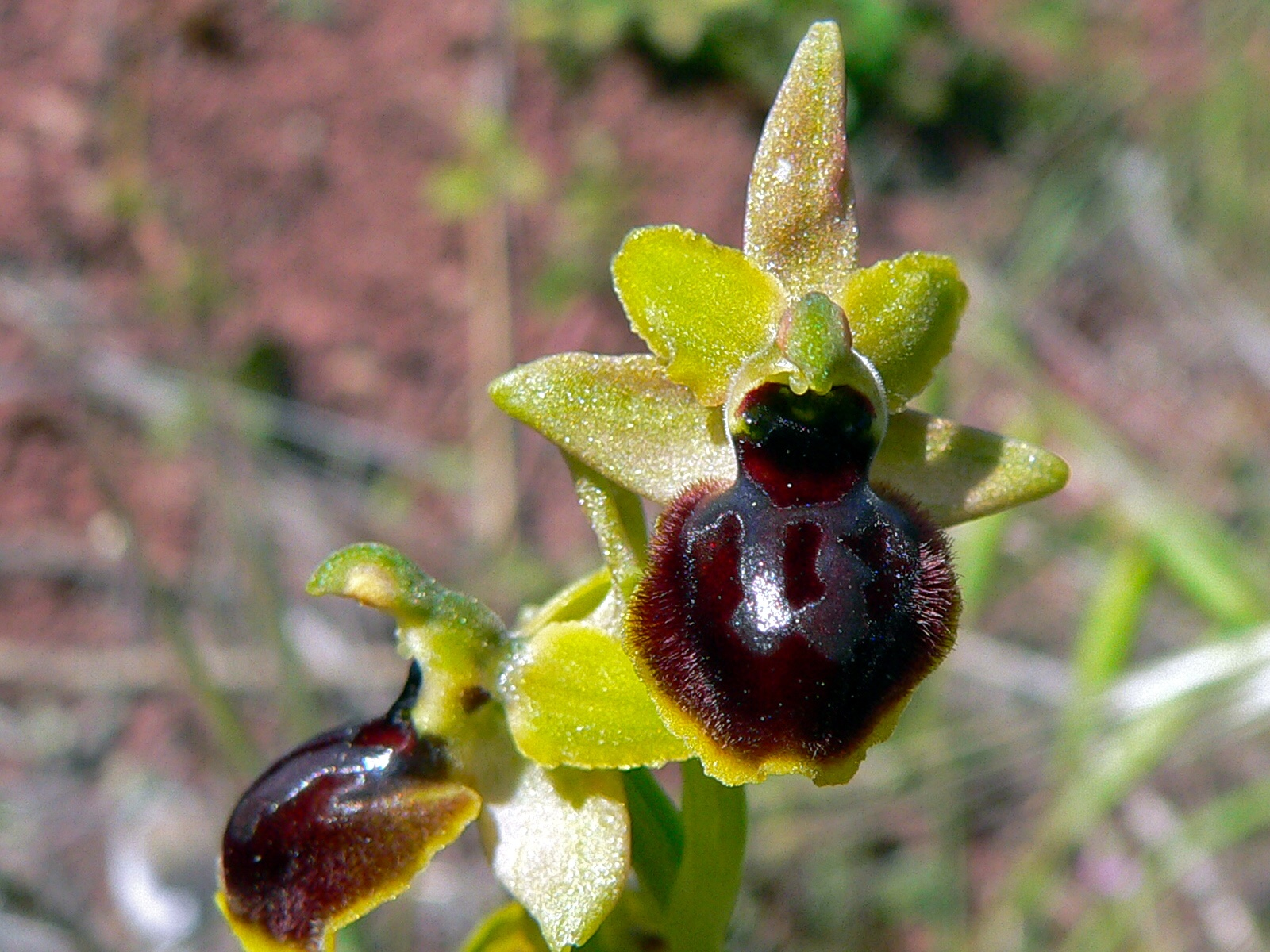
Ophrys sphegodes subsp. passionis, Espagne, France, Italie

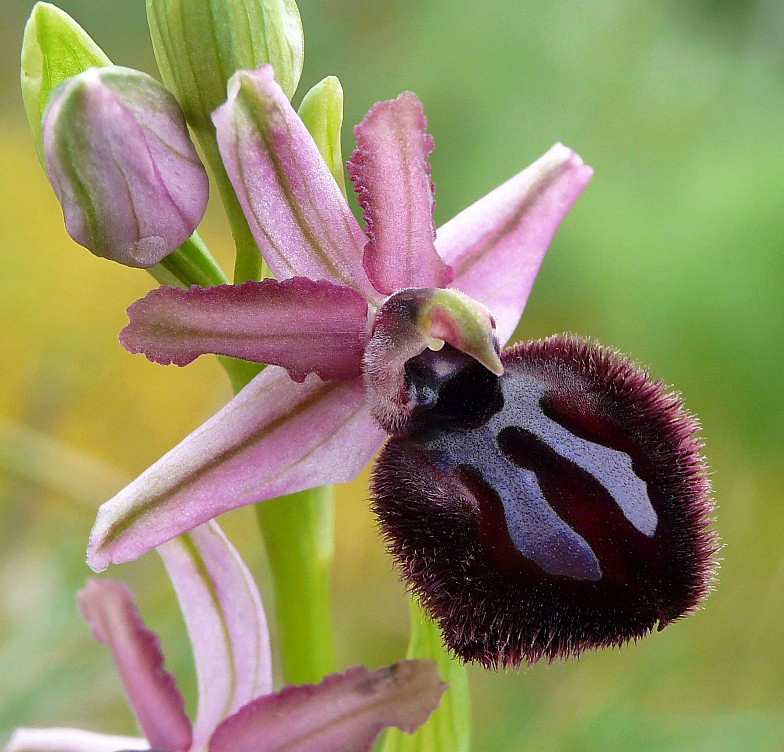
Ophrys sphegodes subsp. sipontensis, quasi-endémique du village de Siponte, au sud de L’Italie.

- Ophrys sphegodes subsp. aesculapii (Renz) Soó ex J.J.Wood (1980) : cette sous-espèce est  très répandue en Grèce[18].
- Ophrys sphegodes subsp. amanensis (E.Nelson ex Renz & Taubenheim) H.A.Pedersen, P.J.Cribb & Rolf Kühn, 2019 : présente en Turquie[18].
- Ophrys sphegodes subsp. araneola (Rchb.) M.Laínz (1983) : connue comme l’Ophrys petite araignée, elle a un labelle caractéristique avec une petite marge jaune sur le labelle et fleurit plus précocement que les autres Ophrys sphegodes. En effet, elle fleurit environ de mars à avril alors que les autres fleurissent jusqu’à la mi-mai[14],[18].
- Ophrys sphegodes var. argentaria (Devillers-Tersch. & Devillers) Faurh., 2002 : présente en Italie[18].
- Ophrys sphegodes subsp. atrata (Rchb.f.) A.Bolòs (1950) : appelée aussi l’Ophrys noirâtre ou Ophrys démon, cette sous-espèce se caractérise par un aspect beaucoup plus sombre et plus velue que les autres sous espèces[19]. La hampe florale contient de 3 à 14 fleurs. Cette sous-espèce se retrouve partout dans la partie nord du bassin méditerranéen : de l’Italie à la France[20],[18].
- Ophrys sphegodes subsp. aveyronensis J.J.Wood (1983) : présente dans le Sud de la France et dans le Nord de l'Espagne[18].
- Ophrys sphegodes subsp. catalcana Kreutz (2010 publ. 2011) : présente en Turquie[18].
- Ophrys sphegodes subsp. cretensis H.Baumann & Künkele (1986): cette sous-espèce est endémique des îles grecques, principalement en Crète où elle est localement commune, mais elle est aussi présente dans les îles Karpathos et les Cyclades et les îles de Paros. La hampe florale porte de 3 à 8 fleurs[15],[18].
- Ophrys sphegodes subsp. epirotica (Renz) Gölz & H.R.Reinhard (1983) : cette sous-espèce est trouvée en Albanie et en Grèce. La hampe florale porte de 3 à 7 petites fleurs[15]. L’identification de celle-ci est rendue difficile par sa ressemblance à Ophrys negadensis[18].
- Ophrys sphegodes subsp. gortynia H.Baumann & Künkele (1986) : tout comme l’Ophrys shpegodes subsp. cretensis, cette sous-espèce est endémique de Crète et des îles Égéennes. Elle est confondue avec d’autres sous-espèces d'O. sphegodes comme mammosa et cretensis et cela rend l’identification difficile[18].
- Ophrys sphegodes subsp. helenae (Renz) Soó & D.M.Moore (1978) : celle-ci se retrouve aussi au Sud de l’Albanie et en Grèce. La hampe florale porte de 2 à 8 fleurs dont les sépales et les pétales sont verts[18].
- Ophrys sphegodes  nothosubsp. jeanpertii (E.G.Camus) Del Prete & Conte (1980) : sous-espèce d'origine hybride de formule O. sphegodes subsp. araneola × O. sphegodes subsp. sphegodes, présente en France et en Espagne[18]
- Ophrys sphegodes subsp. lunulata (Parl.) H.Sund., 1980 : sous-espèce de Sicile[18].
- Ophrys sphegodes subsp. lycia (Renz & Taubenheim) H.A.Pedersen & P.J.Cribb, 2019 : sous-espèce du Sud-Ouest de la Turquie en particulier dans la province d'Antalya[18].
- Ophrys sphegodes subsp. mammosa (Desf.) Soó ex E.Nelson (1962) : elle est distribuée des Balkans, à travers le Levant jusqu’au Caucase et au nord de l’Iran. La plante a de 5 à 12 fleurs par inflorescence. Le labelle de cette orchidée est fort convexe et replié sur lui-même, elle a deux gibbosités à la base du labelle, comme deux mamelles[21],[18].
- Ophrys sphegodes subsp. passionis (Sennen) Sanz & Nuet (1995) : la distribution de cette fleur est insuffisamment connue mais semble recouvrir le nord-est de l’Espagne, le sud et ouest de la France, la Sardaigne, la Sicile et la majeure partie de l’Italie en passant de la Toscane jusqu’en Calabre. On l’appelle « Orchidée de la Passion », faisant référence à Pâques qui est sa période de floraison[18].
- Ophrys sphegodes var. provincialis (H.Baumann & Künkele) P.J.Cribb, 2019 : variété du Sud et du Sud-Est de la France[18].
- Ophrys sphegodes subsp. sipontensis (Kreutz) H.A.Pedersen & Faurh. (2005) : cette sous-espèce a été nommée selon le village de Siponte au sud de L’Italie où elle est quasiment endémique, elle est en effet restreinte aux plaines de cette région. La hampe florale porte de 2 à 8 grandes fleurs. Les pétales sont mauves-rouges ce qui la différencie légèrement des autres[18].
- Ophrys sphegodes subsp. sphegodes  : sous-espèce type, elle a une distribution très large et s’étend sur la distribution générale (Europe centrale, du Sud et Afrique du Nord) sauf au sud-est de l’Europe[18].
- Ophrys sphegodes subsp. spruneri (Nyman) E.Nelson (1962) : cette sous-espèce est aussi endémique de la Grèce et de ses îles, principalement en Crète et quelques petites îles Égéennes. La hampe florale porte de 2 à 8 fleurs très caractéristiques. Le labelle est noirâtre faiblement trilobé. Elle a une couleur de périanthe variable, généralement rose parfois verdâtre alors que les sépales latéraux sont bicolores : une des moitiés inférieures de chacun est teinté de pourpre-violacé[22],[18].
- Ophrys sphegodes var. transhyrcana (Czerniak.) P.J.Cribb, 2019 : variété présente de l'Iran au Sud du Turkmenistan[18].